# René Coustal
René Coustal est un physicien et un inventeur français né le 17 mars 1903 dans le 17e arrondissement de Paris, mort le 27 septembre 1983 à Carcassonne.

## Repères biographiques
René Coustal est né à Paris le 17 mars 1903. Il est reçu au concours d’entrée de l’École polytechnique en 1924 (129e promotion). Au sortir de cette École, il effectue, dans le Laboratoire de chimie physique de la Faculté des Sciences de Paris (Sorbonne), une série de recherches expérimentales concernant le sulfure de zinc et le phénomène de la phosphorescence. On sait qu’il bénéficie « des conseils bienveillants de MM. Jean Perrin et Francis Perrin » et que le « laboratoire de l’Institut d’Optique lui apporte son aide en matière d’analyse spectrale ». On sait également qu’il peut se « consacrer à ce travail grâce à l’octroi par la Faculté des Sciences de Paris d’une bourse Marie-Louise Arconati-Visconti ». Les résultats qu’il obtient sont régulièrement communiqués à l’Académie des Sciences (France) et seront synthétisés dans une  thèse de doctorat soutenue le 12 juin 1931 devant un jury composé de Jean Perrin et A. Cotton et présidé par G. Urbain. Ses recherches sur la « lumière froide » déboucheront sur l’invention d’un procédé d’éclairage entièrement nouveau et susceptible de nombreuses applications pratiques. Quelque temps après l’obtention de son grade universitaire de docteur ès sciences, il entre comme ingénieur à la Manufacture Française de Lampes électriques Zenith d’Aix-en-Provence, où ses compétences en matière de lumière froide sont évidemment les bienvenues. 
Il meurt à Carcassonne le 27 septembre 1983.

## Travaux sur la phosphorescence
Le point de départ des recherches de René Coustal est constitué par les travaux de A. A. Guntz et de Rudolf Tomaschek (Allemagne, 1895-1966) sur le sulfure de zinc phosphorescent (ZnS).  Après avoir refait leurs expériences, il entreprend de « corriger les affirmations contradictoires des anciens auteurs ». « Il me fallait pour cela », écrit-il, « disposer d’une méthode sûre pour le contrôle de la pureté des matières premières utilisées, ainsi que des produits obtenus. J’ai eu recours à l’analyse spectrale par la méthode des raies ultimes, découverte par M. A. Gramont. ».
La méthode qu’il imagine pour obtenir un composé d’une très grande pureté est la méthode dite par explosion, que D. Curie, une trentaine d’années plus tard, trouvera « particulièrement appropriée à la préparation des sulfures self-activés ». Grâce à cette méthode, écrit Coustal, « j’ai pu préparer un sulfure de zinc très phosphorescent quoique exempt de toute trace de phosphorogène tel que le cuivre ou le manganèse ». 
Cette méthode « par explosion » imaginée par Coustal servira de base aux recherches de son collègue François Prévet (1901-1974) sur la structure cristalline du sulfure de zinc. Les deux savants semblent du reste, dans ce domaine, avoir collaboré très étroitement : « L’originalité de la méthode de René Coustal », écrit-il, « consiste en ce que l’énergie nécessaire à l’organisation cristalline indispensable à la phosphorescence est fournie directement par la réaction explosive : Zn + S = ZnS + 43 000 calories. Ainsi une seule opération suffit à préparer ZnS et à le rendre phosphorescent. […]  Les grains de Zn doivent être d’une grosseur de l’ordre du micron, il n’est pas indispensable que le S soit en poudre impalpable mais il faut tamiser le mélange Zn + S avant la réaction. Pour déclencher celle-ci, il suffit de toucher le mélange avec une allumette ou toute autre flamme : il se produit immédiatement une explosion violente accompagnée d’une épaisse fumée blanche de ZnS. La masse spongieuse et cristalline qui reste est du ZnS phosphorescent. » 
Le même François Prévet insiste sur les dangers de l’expérience réalisée par Coustal : « La méthode est extrêmement fidèle : si l’on applique convenablement le mode opératoire, elle donne des résultats tout à fait constants […] Cependant elle n’est pas sans danger pour la personne et la santé de l’opérateur, qui doit être spécialement protégé. » « René Coustal et moi-même avons failli en être victimes plus d’une fois. […] L’explosion dégage un épais nuage de ZnS avec SO2 parfois en quantité notable […] qui peut provoquer une suffocation ; d’autre part un état d’anaphylaxie vis-à-vis de SO2 est vite réalisé. […] ». Il ajoute, page suivante : « ZnS ou en tout cas Zn semble être à la base de l’action émolysante et nucléolytique du venin de serpent […] Pour avoir, au début de nos recherches, négligé de nous protéger convenablement, René Coustal et moi-même, avons eu chacun une bronchite grave en été. À chaque manipulation de ZnS, René Coustal éprouvait de fortes migraines et il me venait aux mains une dermatose persistante ; j’ai eu (par accumulation de Zn dans le foie) un grave ictère qui m’a tenu plus de deux mois éloigné du laboratoire. Ensuite, René Coustal et moi-même restons sensibilisés à SO2. »
Suit une série de recommandations destinées à protéger quiconque procéderait à cette manipulation .

## Un nouveau procédé d’éclairage
En 1935, le journaliste scientifique Jean Marival formule une question d’ordre pratique et utilitaire : « La lumière froide sera-t-elle un mode d’éclairage de l’avenir ? » C’est le titre d’un long article du magazine "La Science et la Vie", dans lequel il s’attache à décrire la nouvelle lampe réalisée par « un savant français, M. Coustal, ancien élève de l’École polytechnique, dans les laboratoires de la Faculté des Sciences de Paris ». L’auteur insiste d’emblée sur le caractère révolutionnaire de l’invention : la lampe de René Coustal « ne procède ni de l’incandescence, ni de la luminescence telle qu’on se la représente ordinairement. En effet, d’une part, elle ne comporte aucun point chauffé à une température suffisante pour émettre des rayons lumineux (la lampe reste absolument froide) et, d’autre part, le vide fait à son intérieur est tel que la pression du gaz résiduel est trop faible pour donner lieu à une luminescence quelconque. D’ailleurs, cette lampe ne comporte aucune électrode, contrairement aux tubes luminescents utilisés si couramment aujourd’hui, notamment pour les enseignes lumineuses. » Suit la description de l’objet : « un ballon de verre d’une dizaine de centimètres de diamètre » dans lequel on a fait le vide. Sur la surface interne de l’ampoule est déposée une substance phosphorescente pulvérulente « dont la nature exacte est encore tenue secrète », dit Jean Marival. L’ampoule est munie d’un crochet qui permet de la suspendre à un fil parcouru par un courant à haute fréquence. Le seul champ électromagnétique créé dans l’ampoule suffit à exciter la substance phosphorescente qui tapisse l’ampoule, produisant  « une lumière diffuse assez intense ». Le principe sur lequel fonctionne cette lampe avait été esquissé par son inventeur dans une communication à l’Académie des sciences le 30 avril 1934. La nouvelle lampe présente au moins deux avantages non négligeables : 1° elle émet sa lumière « dans toutes les directions » ; 2° elle consomme très peu d’énergie : elle est déjà une « ampoule à basse consommation ». Quant aux applications industrielles, elles sont évidemment très nombreuses : éclairage des routes, éclairage des grands locaux (salles de spectacle, usines, etc.), balisage des lignes à haute tension…

## Évolution de la pensée de René Coustal

### Les lois du hasard
René Coustal s'intéressera par la suite à des problèmes plus généraux et plus théoriques — voire purement mathématiques, en particulier à celui des probabilités, lesquelles lui fourniront notamment une nouvelle méthode pour calculer la valeur  de racine carrée de deux en obtenant un nombre très grand de décimales exactes après la virgule — en l'occurrence 1032, la 1033e étant « sûrement un zéro et la 1034e probablement un 5 ». Ce résultat fera l’objet en 1950 d’une communication à l’Académie des Sciences. La communication de Coustal est explicitement « présentée par M. Émile Borel » (1871-1956), l’éminent mathématicien, membre de l’Institut, connu principalement pour ses travaux sur le hasard, le calcul des probabilités, la notion de cardinal inaccessible  etc., auxquels Coustal semble s’être particulièrement intéressé, comme à toutes les vérités paradoxales difficilement perceptibles par notre conscience immédiate.

### Spiritualité de René Coustal
Paradoxalement, on constate que sa carrière et sa réflexion scientifiques n’empêchèrent nullement René Coustal  de se prêter comme médium aux expériences spirites de Pierre-Émile Cornillier (1862-1933) : « Actuellement », écrit ce dernier, « un tout jeune homme, de la plus sûre valeur intellectuelle et morale, sortant de l’École Polytechnique, et doué de hautes facultés médiumiques, René Coustal, a bien voulu s’associer à mes recherches et devenir mon précieux collaborateur. » Il ajoute un peu plus loin que «son jeune ami René Coustal […] conserve, au cours de ses sommeils, la possibilité de déduire et de juger. » Ce même ouvrage comporte en annexe un texte de René Coustal lui-même, qui s’efforce de montrer que les théories de Cornillier ne sont pas incompatibles avec « les théories scientifiques modernes », en particulier avec celle de la relativité : « Certaines théories scientifiques modernes admettent non seulement que le rythme du temps est chose relative, mais encore que l’ordre de succession des phénomènes lui-même peut être changé… » Dans ces conditions, pense-t-il, certains phénomènes paranormaux comme la prédiction de l’avenir deviendraient concevables. Plus tard, il se tournera vers une pratique rigoureuse et tatillonne du catholicisme, qui se concrétisera par son entrée dans le « Tiers Ordre de la Pénitence de Saint François ». Il ne cesse pour autant de poursuivre sa réflexion scientifique, témoins les comptes rendus scientifiques qu’il rédigera mensuellement à l’adresse de son ancien collègue et ami, le pharmacologue François Prévet.

## Principales publications
- « La luminescence permanente sur certains sels d'uranium cristallisés », CRAS (Comptes rendus de l'Académie des Sciences), séance du 10 décembre 1928
- « La réalisation d'un phosphoromètre », CRAS, séance du 21 janvier 1929
- « L'optimum de concentration du phosphogène et du fondant dans ZnS et Cu », CRAS, séance du 24 mars 1930
- « Poisons et phosphogènes pour le sulfure de zinc phosphorescent », CRAS, séance du 16 juin 1930
- « Étude sur la phosphorescence du sulfure de zinc », Journal de Chimie Physique, tome 28 no 6, 25 juin 1931, Paris, Les Presses Universitaires
- « L'électrolyse de NH3 liquéfié sec », en collaboration avec Henri Spindler, CRAS, séance du 19 décembre 1932
- « Liaison entre les deux méthodes générales de préparation du sulfure de zinc phosphorescent », CRAS, séance du 1er mai 1933
- « Action de l'effluve électrique sur certains sulfures alcalinoterreux », CRAS, séance du 16 avril 1934
- « Action de l'effluve électrique par certains corps phosphorescents », CRAS, séance du 30 avril 1934
- « Calcul de racine de deux et réflexion sur une espérance mathématique », CRAS, séance du 30 janvier 1950